# J1 League
De J1 League (Japans: J1 リ ー グ), ook wel kortweg J1 of  J. League genoemd, is de hoogste divisie van het Japanse voetbal. Het is een van de meest succesvolle competities in het Aziatische clubvoetbal. Momenteel is de J1 League het eerste niveau van het Japanse voetbalcompetitiesysteem. Het tweede niveau is de J2 League. Tot het seizoen 2014 werd de competitie J.League Division 1 genoemd.

## Geschiedenis

### Begin J. League
De J. League werd opgericht in 1992, maar de daadwerkelijke competitie begon pas het volgende jaar. In het begin bestond de competitie uit tien ploegen, die allen afkomstig waren uit de originele Japan Soccer League: een competitie die gevormd was in de tijd na de oorlog. Na het eerste proefseizoen bleek de opzet succesvol en werden er bijna jaarlijks twee clubs aan toegevoegd, tot 1998. De competitie bestond toen uit achttien clubs.
De J. League ging van start met de clubs Gamba Osaka, JEF United Ichihara, Kashima Antlers, Nagoya Grampus Eight, Sanfrecce Hiroshima, Shimizu S-Pulse, Urawa Red Diamonds (ook bekend als Urawa Reds), Verdy Kawasaki, Yokohama Flügels en Yokohama Marinos.
In 1994 kwamen hier Bellmare Hiratsuka  en Júbilo Iwata bij, in 1995 Cerezo Osaka en Kashiwa Reysol, in 1996 Avispa Fukuoka en Kyoto Purple Sanga, in 1997 Vissel Kobe en in 1998 Consadole Sapporo.

### Veranderingen in 1999
Tijdens deze fase van de J. League kwamen verscheidene trainers en spelers uit Europa en Zuid-Amerika om te spelen in Japan, waardoor de competitie wat kwaliteit betreft kon opboksen tegen andere overzeese toernooien. Een nadeel hiervan was dat de kosten voor vele clubs flink stegen, wat ervoor zorgde dat de kleinere teams in de problemen kwamen. Vele teams uit de J. League werden gedwongen de kwaliteit van de ploeg in te krimpen.
Om deze problemen het hoofd te bieden werd de competitie aangepast in 1999. Om kleine teams de kans te bieden professioneel voetbal te spelen, werd de J2 League in het leven geroepen en werd de J1 ingekrompen naar zestien clubs. De vereisten om als team in de J2 te spelen waren minder zwaar als die in de J-League (tegenwoordig vaak omschreven als J1), waardoor ook kleinere steden de mogelijkheid hadden een ploeg te vormen in de competitie.
Door de fusie van Yokohama Flügels en Yokohama Marinos in Yokohama F. Marinos, moest er één degradant worden bepaald. Kawasaki Frontale kreeg als kampioen van de Japan Football League de extra mogelijkheid geboden om in de J. League te spelen en moest in één wedstrijd tegen Avispa Fukuoka, dat als laagst geëindigd was in de J1, strijden voor haar kans. Het verloor de wedstrijd in de verlenging met 3-2 waardoor het in 1999 zou aantreden in de J2.
De extra degradant was hierdoor nog niet bepaald. In play-off wedstrijden werden vier teams aan elkaar gekoppeld naar hun prestaties in de competitie. Over twee wedstrijden won JEF United Ichihara Chiba van Avispa Fukuoka met 2-0 en 2-1 en Vissel Kobe van Consadole Sapporo, eveneens met 2-0 en 2-1. In de laatste beslissingswedstrijden moesten Avispa Fukuoka en Consadole Sapporo daarom vechten voor hun laatste kans. Avispa greep deze door met 1-0 en 3-0 te winnen en zodoende kwam Consadole Sapporo in 1999 uit in de J2.

### Laatste jaren
De manier waarop promotie en degradatie werken zijn vergelijkbaar met die uit vele Europese competities, waarbij de laagste teams uit de J1 en de best geklasseerde ploegen in de J2 gegarandeerd zijn van verplaatsing. Officieel is het voor de een na laatste ploeg (J1) en een na beste ploeg (J2) geen zekerheid dat ze naar een andere competitie worden verplaatst, omdat er eerst een vergadering tussen ploegen dient plaats te vinden waarin wordt besproken of de capaciteit in inkomsten afdoende zijn. Maar de praktijk leert dat dit normaliter geen probleem vormt.
Aan het einde van het seizoen 2004 werd de J. League uitgebreid naar achttien ploegen en derhalve was er dat seizoen geen directe promotie en degradatie. De kampioen van de J2 League, Avispa Fukuoka, moest in een play-off tegen de toenmalige nummer 16 Kashiwa Reysol uitmaken wie er het jaar daarop in de J. League zou spelen. De play-off werd vanaf het seizoen 2005 tot en met het seizoen 2008 ingesteld voor de nummer 16 uit de J1 en de nummer 3 van de J2. De nummers 17 en 18 van J1 degradeerden direct, de nummers 1 en 2 van J2 promoveerden direct. Sinds 2009 degradeert ook de nummer 16 rechtstreeks, de derde promovendus wordt in een play-off naar Engelse voorbeeld uitgespelt.
Het seizoen was tot 2005 in de J1 ingedeeld in twee fases, waarbij beide stadia een eigen kampioen hadden. Ieder deel duurde 15 wedstrijden, waarin de ploegen elkaar een keer ontmoetten. Als een team beide fases won werd hij benoemd tot kampioen van de J1. Als twee verschillende teams een kampioenschap zouden hebben bood een enkele play-off wedstrijd de uitslag, dit werd het Suntory Championship genoemd. Vanaf 2005 tot en met 2014 werd er echter overgegaan naar een volledige competitie, waarbij iedere club de andere in een thuis- en uitwedstrijd ontmoet.
Met begin van het seizoen 2015 zijn er opnieuw twee fases. De winnaars van elke sectie plaatsen zich voor een play-off; andere deelnemers zijn de nummers 1, 2 en 3 van de gecombineerde standen van beide fases. Dit betekent dat ten minste drie en ten hoogste vijf ploegen deelnemen; fasewinnaars die ook een van de top drie plaatsen van de seizoenstanden bezetten zullen niet worden vervangen. De beste ploeg van het seizoen plaatst zich rechtstreeks voor de finale over twee wedstrijden, de overige teams bepalen de tegenstander in een eliminatietoernooi.

### Huidige structuur
De format van 2015 zou niet lang stand houden. Als gevolg van negatieve reacties van de Japanse hardcore voetbalfans en dalende toeschouwersaantallen besloot de voetbalbond om vanaf 2017 weer terug te gaan naar een reguliere competitie. Het team dat de meeste punten verzamelt wordt kampioen. Vanaf 2018 degraderen de onderste twee clubs en speelt de nummer 16 een play-off-wedstrijd tegen een club uit de J2 League om lijfsbehoud.

## Winnaars J. League
Van de seizoenen 1993 tot en met 2004, met uitzondering van 1996, 2002 en 2003, werd de landskampioen bepaald door middel van het Suntory Championship.
| Jaar | Algeheel landskampioen | Kampioen fase 1     | Kampioen fase 2     |
| ---- | ---------------------- | ------------------- | ------------------- |
| 1993 | Verdy Kawasaki         | Kashima Antlers     | Verdy Kawasaki      |
| 1994 | Verdy Kawasaki         | Sanfrecce Hiroshima | Verdy Kawasaki      |
| 1995 | Yokohama Marinos       | Yokohama Marinos    | Verdy Kawasaki      |
| 1996 | Kashima Antlers        | Kashima Antlers     | Kashima Antlers     |
| 1997 | Júbilo Iwata           | Kashima Antlers     | Júbilo Iwata        |
| 1998 | Kashima Antlers        | Júbilo Iwata        | Kashima Antlers     |
| 1999 | Júbilo Iwata           | Júbilo Iwata        | Shimizu S-Pulse     |
| 2000 | Kashima Antlers        | Yokohama F. Marinos | Kashima Antlers     |
| 2001 | Kashima Antlers        | Júbilo Iwata        | Kashima Antlers     |
| 2002 | Júbilo Iwata           | Júbilo Iwata        | Júbilo Iwata        |
| 2003 | Yokohama F. Marinos    | Yokohama F. Marinos | Yokohama F. Marinos |
| 2004 | Yokohama F. Marinos    | Yokohama F. Marinos | Urawa Red Diamonds  |
| 2005 | Gamba Osaka            | Gamba Osaka         | Gamba Osaka         |
| 2006 | Urawa Red Diamonds     | Urawa Red Diamonds  | Urawa Red Diamonds  |
| 2007 | Kashima Antlers        | Kashima Antlers     | Kashima Antlers     |
| 2008 | Kashima Antlers        | Kashima Antlers     | Kashima Antlers     |
| 2009 | Kashima Antlers        | Kashima Antlers     | Kashima Antlers     |
| 2010 | Nagoya Grampus         | Nagoya Grampus      | Nagoya Grampus      |
| 2011 | Kashiwa Reysol         | Kashiwa Reysol      | Kashiwa Reysol      |
| 2012 | Sanfrecce Hiroshima    | Sanfrecce Hiroshima | Sanfrecce Hiroshima |
| 2013 | Sanfrecce Hiroshima    | Sanfrecce Hiroshima | Sanfrecce Hiroshima |
| 2014 | Gamba Osaka            | Gamba Osaka         | Gamba Osaka         |

In 2015 en 2016 werd de landskampioen in een mini-toernooi met de winnaars van de twee competitiefases en de beste drie ploegen van de gecombineerde eindstanden van de twee secties uitgespeld; fasewinnaars die ook een van de beste drie ploegen zijn zullen niet worden vervangen. Vanaf 2017 kwam er weer een regulier competitie.
| Jaar | Algeheel landskampioen | Tegenstanders in finale | Kampioen fase 1    | Kampioen fase 2     |
| ---- | ---------------------- | ----------------------- | ------------------ | ------------------- |
| 2015 | Sanfrecce Hiroshima    | Gamba Osaka             | Urawa Red Diamonds | Sanfrecce Hiroshima |
| 2016 | Kashima Antlers        | Urawa Red Diamonds      | Kashima Antlers    | Urawa Red Diamonds  |

| Jaar | Algeheel landskampioen | tweede              | derde               |
| ---- | ---------------------- | ------------------- | ------------------- |
| 2017 | Kawasaki Frontale      | Kashima Antlers     | Cerezo Osaka        |
| 2018 | Kawasaki Frontale      | Sanfrecce Hiroshima | Kashima Antlers     |
| 2019 | Yokohama F. Marinos    | FC Tokyo            | Kashima Antlers     |
| 2020 | Kawasaki Frontale      | Gamba Osaka         | Nagoya Grampus      |
| 2021 | Kawasaki Frontale      | Yokohama F. Marinos | Vissel Kobe         |
| 2022 | Yokohama F. Marinos    | Kawasaki Frontale   | Sanfrecce Hiroshima |
| 2023 | Vissel Kobe            | Yokohama F. Marinos | Sanfrecce Hiroshima |
| 2024 | Vissel Kobe            | Sanfrecce Hiroshima | FC Machida Zelvia   |

## Promotie en degradatie in J. League

### Promotie en degradatie
| Jaar | Promovendi                                           | Degradanten                                                       |
| ---- | ---------------------------------------------------- | ----------------------------------------------------------------- |
| 1999 | Kawasaki Frontale, FC Tokyo                          | Urawa Red Diamonds, Bellmare Hiratsuka                            |
| 2000 | Consadole Sapporo, Urawa Red Diamonds                | Kawasaki Frontale, Kyoto Purple Sanga                             |
| 2001 | Kyoto Purple Sanga, Vegalta Sendai                   | Avispa Fukuoka, Cerezo Osaka                                      |
| 2002 | Oita Trinita, Cerezo Osaka                           | Sanfrecce Hiroshima, Consadole Sapporo                            |
| 2003 | Albirex Niigata, Sanfrecce Hiroshima                 | Vegalta Sendai, Kyoto Purple Sanga                                |
| 2004 | Kawasaki Frontale, Omiya Ardija                      | geen directe degradatie door uitbreiding J-League 2, wel play-off |
| 2005 | Kyoto Purple Sanga, Avispa Fukuoka, Ventforet Kofu   | Kashiwa Reysol, Tokyo Verdy 1969, Vissel Kobe                     |
| 2006 | Yokohama FC, Kashiwa Reysol, Vissel Kobe             | Kyoto Purple Sanga, Avispa Fukuoka, Cerezo Osaka                  |
| 2007 | Consadole Sapporo, Tokyo Verdy 1969, Kyoto Sanga FC  | Yokohama FC, Ventforet Kofu, Sanfrecce Hiroshima                  |
| 2008 | Sanfrecce Hiroshima, Montedio Yamagata               | Consadole Sapporo, Tokyo Verdy 1969                               |
| 2009 | Vegalta Sendai, Cerezo Osaka, Shonan Bellmare        | JEF United Ichihara Chiba, Kashiwa Reysol, Oita Trinita           |
| 2010 | Kashiwa Reysol, Ventforet Kofu, Avispa Fukuoka       | FC Tokyo, Kyoto Sanga FC, Shonan Bellmare                         |
| 2011 | FC Tokyo, Sagan Tosu, Consadole Sapporo              | Ventforet Kofu, Avispa Fukuoka, Montedio Yamagata                 |
| 2012 | Ventforet Kofu, Shonan Bellmare, Oita Trinita        | Vissel Kobe, Gamba Osaka, Consadole Sapporo                       |
| 2013 | Gamba Osaka, Vissel Kobe, Tokushima Vortis           | Shonan Bellmare, Júbilo Iwata, Oita Trinita                       |
| 2014 | Shonan Bellmare, Matsumoto Yamaga, Montedio Yamagata | Omiya Ardija, Cerezo Osaka, Tokushima Vortis                      |
| 2015 | Omiya Ardija, Júbilo Iwata, Avispa Fukuoka           | Matsumoto Yamaga, Shimizu S-Pulse, Montedio Yamagata              |
| 2016 | Consadole Sapporo, Shimizu S-Pulse, Cerezo Osaka     | Nagoya Grampus, Shonan Bellmare, Avispa Fukuoka                   |
| 2017 | Shonan Bellmare, V-Varen Nagasaki, Nagoya Grampus    | Ventforet Kofu, Albirex Niigata, Omiya Ardija                     |
| 2018 | Matsumoto Yamaga, Oita Trinita                       | V-Varen Nagasaki, Kashiwa Reysol                                  |
| 2019 | Kashiwa Reysol, Yokohama FC                          | Matsumoto Yamaga, Júbilo Iwata                                    |
| 2020 | Tokushima Vortis, Avispa Fukuoka                     | geen degradatie te J2 League                                      |

## Topscorers
| Jaar | Naam                         | Club                        | Goals |
| ---- | ---------------------------- | --------------------------- | ----- |
| 2002 | Naohiro Takahara             | Júbilo Iwata                | 26    |
| 2003 | Ueslei                       | Nagoya Grampus Eight        | 22    |
| 2004 | Emerson                      | Urawa Red Diamonds          | 27    |
| 2005 | Araújo                       | Gamba Osaka                 | 33    |
| 2006 | Washington                   | Urawa Red Diamonds          | 26    |
| 2007 | Juninho                      | Kawasaki Frontale           | 22    |
| 2008 | Marquinhos                   | Kashima Antlers             | 21    |
| 2009 | Ryoichi Maeda                | Júbilo Iwata                | 20    |
| 2010 | Joshua Kennedy Ryoichi Maeda | Nagoya Grampus Júbilo Iwata | 17    |
| 2011 | Joshua Kennedy               | Nagoya Grampus              | 19    |
| 2012 | Hisato Sato                  | Sanfrecce Hiroshima         | 22    |
| 2013 | Yoshito Okubo                | Kawasaki Frontale           | 26    |
| 2014 | Yoshito Okubo                | Kawasaki Frontale           | 18    |
| 2015 | Yoshito Okubo                | Kawasaki Frontale           | 23    |
| 2016 | Leandro Montera da Silva     | Vissel Kobe                 | 19    |
| 2016 | Peter Utaka                  | Sanfrecce Hiroshima         | 19    |
| 2017 | Yu Kobayashi                 | Kawasaki Frontale           | 23    |
| 2018 | Jô                           | Nagoya Grampus              | 24    |
| 2019 | Marcos Júnior                | Sanfrecce Hiroshima         | 15    |
| 2019 | Teruhito Nakagawa            | Sanfrecce Hiroshima         | 15    |

J1 League · J2 League · J3 League · Japan Football League · Japanse Supercup · J-League Cup · Emperor's Cup · Suntory Championship
Albirex Niigata · Avispa Fukuoka · Cerezo Osaka · Gamba Osaka · Hokkaido Consadole Sapporo · Júbilo Iwata · Kashima Antlers ·Kashiwa Reysol · Kawasaki Frontale · Kyoto Sanga FC · FC Machida Zelvia ·Nagoya Grampus · Sagan Tosu · Sanfrecce Hiroshima · Shonan Bellmare · FC Tokyo · Tokyo Verdy · Urawa Red Diamonds · Vissel Kobe · Yokohama F. Marinos